# Remel (Nova Ukraiinka), Rivne
Remel (în ucraineană Ремель) este un sat în comuna Nova Ukraiinka din raionul Rivne, regiunea Rivne, Ucraina.

## Demografie
Componența lingvistică a localității Remel
     Ucraineană (98,48%)
     Rusă (1,52%)
Conform recensământului din 2001, majoritatea populației localității Remel era vorbitoare de ucraineană (98,48%), existând în minoritate și vorbitori de rusă (1,52%).